# Buchholzens in Italien

Titelillustration der Erstauflage

Umschlagillustration der 28. Auflage 1885

Umschlagillustration einer Ausgabe von 1890

Buchholzens Reiseroute

Buchholzens in Italien ist ein Reiseroman von Julius Stinde, der 1883 in Berlin im Verlag Freund & Jeckel erschienen ist.

## Inhalt
Karl Buchholz hat Rheuma und sucht in Begleitung von Frau Wilhelmine und Schwager Fritz mit beginnendem Frühling das warme Italien auf, um Heilung zu finden. Von Verona aus geht die Reise nach Pisa, Mailand, Genua und Livorno, wo die vom Bädeker empfohlenen Kunstobjekte auf spezifisch berlinische Weise betrachtet und eingeschätzt werden. Dabei gibt es vielfachen Verdruss für Frau Wilhelmine, der von hohen Eintrittsgeldern, eingebildeten Engländern und dem dauernden Skatspiel der Männer erzeugt wird. Reisebekanntschaften bereichern das Geschehen: Herr Öhmichen (gemusterter Hosenfabrikant), Herr Spannbein (Maler und gebildeter Kunstschwätzer), die Kliebischs, ein Paar auf Hochzeitsreise, das vor lauter Hotelaufenthalten die Sehenswürdigkeiten des Landes kaum würdigen kann. Auch eine Liebesgeschichte mit dramatischer Entführung würzt die Besichtigungstouren. Höhepunkte der Reise sind die Aufenthalte in Rom und Neapel. In Rom werden die Buchholzens beim Versuch, berlinische Eleganz vorzuführen, im Park der Villa Pamphili vom Regen durchweicht. In Neapel wird das tumultuöse Straßenleben studiert, und bei der Vesuvbesteigung treffen Buchholzens sogar auf zwei Bekannte aus Berlin: den Dr. Stinde und den Maler Fritz Paulsen. Die Rückreise geht über Florenz und Venedig, und nach Überwindung der Alpen erreichen die Reisenden ihr geliebtes Berlin: „Unter den Linden standen die Bäume im herrlichsten Grün. Was weiß auch der Süden von unserem Frühling?“

## Hintergründe zur Entstehung und Veröffentlichung
Das Material zu seinem Buch hat Stinde auf einer Italienreise im Frühjahr des Jahres 1881 gesammelt. Sein Vater war im Februar dieses Jahres gestorben und Stindes Gesundheit war schlecht, er suchte Ruhe und Erholung und ging auf Reisen. Er selbst berichtet darüber in einem autobiographischen Aufsatz:

„Und als der Frühling nahte, der erste einsame Frühling, sagte mein Arzt, ich müsse den Süden aufsuchen. Seiner Vorschrift folgend, ging ich über die Alpen und taute wieder auf. Mit dem körperlichen Wohlbehagen kehrte die Lust am Sehen zurück, und da Italien nicht bloß aus Klassicität besteht, gesellte sich unwillkürlich Frau Buchholz zu mir und half schauen. Nach anderthalb Jahren brachte ich meinem Verleger das Manuskript von ‚Buchholzens in Italien‘.“

Stinde hatte schon seit 1878 im Deutschen Montagsblatt Schilderungen aus dem Berliner Kleinbürgermilieu unter dem Pseudonym „Wilhelmine Buchholz“ erscheinen lassen. Einige davon befassen sich auch mit italienischen Themen und sind später in den Buchzusammenhang eingearbeitet worden:
- Im „Hiddigeigei“ auf Capri. In: Deutsches Montagsblatt Nr. 18 vom 2. Mai 1881.
- In der zoologischen Station zu Neapel. In: Deutsches Montagsblatt Nr. 30 vom 25. Juli 1881.
- Eine Vesuvtour. In: Deutsches Montagsblatt Nr. 40 vom 3. Oktober 1881.
- Am Golf von Salerno. In: Deutsches Montagsblatt Nr. 3 vom 16. Januar 1882.

Das „Italien“-Buch muss in höchster Eile produziert worden sein, denn es enthält in der ersten Auflage noch eine Vielzahl von Druckfehlern und kleinen typographischen Ungenauigkeiten (falsch gesetzte oder fehlende Kommata, regelwidrige Anführungszeichen usw.). Erst für die zweite und höhere Auflagen sind diese Dinge korrigiert worden. Die Erstausgabe ist nur in zwei deutschen Bibliotheken nachgewiesen, also ziemlich selten. Ein weiteres Exemplar mit Widmung an Ernst von Wildenbruch wird weiter unten beschrieben. Die Erstausgabe ist an der Seitenzahl zu erkennen: VIII und 166 Seiten. Höhere Auflagen haben 168 Seiten, manchmal mehr.

## Zeitgenössische Kritik
Die Zahl der verkauften Exemplare stieg rasch und Neuauflage nach Neuauflage wurde erforderlich. Stinde war ein früher Meister der Literaturvermarktung. Er hat sich selbst um das äußere Erscheinungsbild des Buches gekümmert und dafür gesorgt, dass Rezensionen in allen wichtigen Zeitungen und Zeitschriften erschienen. Einige Kritiken erschienen aber auch ohne sein Zutun, und eine davon, die Theophil Zolling in der Gegenwart veröffentlichte, in der den Buchholzens ihr Alkoholkonsum vorgerechnet wurde. 

„Irgend ein Tissot könnte die Sache leicht ernst nehmen und den starken Schnapskonsum für eine Eigenthümlichkeit des bürgerlichen Reichshauptstädters halten, was doch der Wahrheit nicht entspricht.“

Stinde erwidert darauf in einem Artikel im Deutschen Montagsblatt vom 24. Dezember 1883 mit dem Titel: „Wie ich Berlin an die Franzosen verrieth“:

„Ich nahm das Buch und zählte genau nach, wie vielmal ich Buchholzens Einen nehmen lasse. Genau zehn Mal. Zwei Monate sind sie unterwegs. Mithin kommt auf jede Woche ein Schluck Cognac, oder, da das Buch elf Bogen hat, − ohne die Vorreden – auf je 16 Seiten genau 10/11 Schluck. Ich bat einen staatlich angestellten Lehrer der Arithmetik dies nachzurechnen. Es stimmte auf ein Haar. Er fragte, ob Buchholzens so schwächlich wären, daß sie an so wenigen Tropfen genug hätten? Wenn dies jedoch nicht der Fall sei, so hätte ich unverantwortlich gegen den Staat gehandelt; ich hätte im Interesse der Spiritusindustrie Buchholzens mehr zumuthen müssen.“

Am Ende schreibt er, er habe der Wahrheit zuliebe noch einen weiteren Cognac in das Buch hineingeschrieben, den er zu notieren vergessen hatte.
Einer ernsthaften Prüfung hält diese Behauptung nicht stand. Der Abgleich einer Liste aller Cognacschlucke aus den höheren Auflagen von „Buchholzens in Italien“ mit dem Befund in der Erstauflage bringt die ernüchternde Tatsache ans Licht, dass alle in den höheren Auflagen verzeichneten Schnäpse schon in der Erstauflage vorhanden sind, nicht ein einziger ist später hinzugekommen. Das besagt, dass der Autor, der im Buche ohnehin in einem Zwischenbereich von fiktiver Realitätsschilderung und realistischer Fiktion agiert, ein wenig geflunkert hat. Die starke Reaktion Stindes legt die Vermutung nahe, dass Zollings Kritik eine empfindliche Stelle getroffen hat. Neben der Rauschdroge Cognac verzehren die Buchholzens auf ihrer Reise auch andere Einstiegsdrogen wie Rotwein und Weißwein – von den geschmuggelten Zigarren ganz zu schweigen.
Die lesenden Zeitgenossen haben sich über die hervorstechendsten Eigenschaften der Frau Buchholz im Italien-Buche, über ihre herrschsüchtige Streitbarkeit, ihre dummschlaue Berlin-Fixiertheit und über das Banausentum, mit dem sie sich über Kunstdinge auslässt, köstlichst amüsiert. Die Berliner erkannten den Typus sofort und fühlten sich nicht verletzt. Im ganzen Reich lachte man über diese berlinische Art, mit dem Nebeneffekt, dass Berlin populär und seine Emporkömmlingsrolle als Reichshauptstadt akzeptabler wurde.
Die durch versöhnenden Humor gemilderte böse Satire richtet sich gegen banausisches Reisen. Offenbar hatte schon zu jener Zeit die Massenbewegung des Reisebürotourismus begonnen, der sich auf festgelegten Routen mit dem Baedeker in der Hand durch ferne Länder bewegte.
Wilhelmine Buchholz ist aber immun gegen Baedekers Art der Kunstbetrachtung. Sie stellt ganz eigenständige Beobachtungen an, etwa angesichts des Mailänder Doms:

„In Berlin sind die Kirchen nicht halb so groß; im Gegentheil, jede von ihnen kann in dem Mailänder Dom spazieren gehen. Weit über die Häuser ragt er empor: schneeweiß mit unzähligen Zacken und Spitzen, als hätte ein Konditor ihn aus Traganth gespritzt. Sieht man aber näher zu, dann gewahrt man, daß die Spitzen vollständige Thürme sind, und die Zacken stellen sich als Marmorfiguren heraus. Zweitausend solcher Bildsäulen sollen sich an der Außenseite des Doms befinden. Man könnte damit in Berlin den Pariser Platz und die Linden bis zum Schloß besetzen, wenn neben jeder Laterne eine Puppe zu stehen käme, und es blieben noch genug für die Chaussee nach Charlottenburg übrig. [...] Ich glaube auch nicht, daß, wenn man z.B. auf dem Tempelhofer Felde sämmtliche marmornen Nacht- und Waschtische Berlins aufeinander thürmte, etwas herauskäme, was dem Mailänder Dom ähnlich sähe, wenn nicht vielleicht die ersten Architekten Deutschlands dazu herangezogen würden, um, wie beim Reichstagsgebäude, zusammengearbeitet zu werden!“

Zwanzig Jahre nach dem ersten Erscheinen des Buches beurteilt Gotthilf Weisstein sein Wesen und seine Wirkung folgendermaßen:

„Es war geradezu ein literarisches Ereignis, als im Jahre 1883 das anonyme Buch "Buchholzens in Italien" hier im Verlage von Freund und Jeckel erschien, nachdem einige Feuilletons "von Wilhelmine Buchholz" in einer hiesigen Zeitung vorangegangen waren. Die treffende, dabei aber stets in den Grenzen liebenswürdiger Laune bleibende Satire auf deutsche, speziell Berliner Italienfahrer, schilderte gut beobachtete Typen, Bilder und Situationen, die jedem Leser bekannt und vertraut erschienen. In der Hauptheldin war die unvergleichlich echte Figur einer mittleren bürgerlichen Hausfrau von gradem Verstand und lustiger Philisterhaftigkeit dargestellt, wie wir sie alle Tage in Berliner Gesellschaften, im Eisenbahncoupé, in den Hotels der Riviera und sonst beobachtet und mit spöttischem Lächeln begrüßt hatten. Aber auch die anderen Mitspielenden waren keine abgeblaßten Romanfiguren, sondern Menschen, wie man sie kannte und fortwährend neben sich erblicken konnte. Zudem war der Ton der Erzählung ein so frischer, anmutiger, bei aller satirischen Belichtung so liebenswürdiger, daß selbst die Getroffenen mitlachen mußten, als sie ihr Konterfei in so komischer Halbverzerrung in diesem kecken Hohlspiegel erblickten. Buchholzens in Italien hatte einen großen buchhändlerischen Erfolg, und bald hatte der bis dahin nur in heiteren Berliner Künstlerkreisen bekannte und beliebte Verfasser einen Namen in ganz Deutschland erlangt, der sich bei dem nächsten Buchholz-Bande, "Die Familie Buchholz", noch weiter befestigte.“